# Lexi Belle
Lexi Belle, születési nevén Jessica McComber (Independence, Louisiana, 1987. augusztus 5. –) amerikai pornószínésznő.

## Karrierje
A CNBC a 12 legnevesebb pornósztár közé sorolta. 2013 májusában a Penthouse magazin Penthouse Petje volt, 2014-ben pedig az év Penthouse Petje volt.
2015-ben szerepelt a Samurai Cop 2: Deadly Vengeance című thrillerben, Kayden Kross-szal és Tommy Wiseau-val együtt.
Állatvédő.
Olyan stúdiókkal dolgozott, mint az All Her Luv, a BabeVR, a Brazzers, a Digital Playground, az Elegant Angel, az Evil Angel, a Girlfriends Films, a Girlsway, a Hustler, a Kink.com, a Mommy's girl, a Naughty America, a New Sensations, a Penthouse, a Private, a Reality Kings, a Sweet Sinner, a Sweetheart Video, a Twistys, a Vivid, a Wicked Pictures és a Zero Tolerance Entertainment.
Star Wars-rajongó. Kedvenc filmje a Klónok támadása.